# Crow Head
Crow Head est une municipalité située sur l'île de Terre-Neuve dans la province de Terre-Neuve-et-Labrador.